# Charles Wellesley
Charles Wellesley, född 16 januari 1808, död 9 oktober 1858. Han var andre son till fältmarskalken m.m. Arthur Wellesley, 1:e hertig av Wellington, och Catherine Sarah Pakenham.
Han tjänstgjorde efter hand hos drottning Viktoria I av England i olika hovfunktioner, parallellt med en militär karriär, avslutad som generalmajor. Han var dessutom parlamentsledamot två gånger, 1847 och 1852. 
Charles Wellesley gifte sig 1844 med Augusta Sophia Pierrepont och fick sex barn med henne, däribland:
- Henry Wellesley, 3:e hertig av Wellington (1846–1900)
- Arthur Charles Wellesley, 4:e hertig av Wellington (1849–1934)